# آب‌انبار بزرگ گرمسار
آب‌انبار بزرگ گرمسار مربوط به دوره قاجار است و در گرمسار، مجاور مسجد جامع واقع شده و این اثر در تاریخ ۱۲ شهریور ۱۳۸۰ با شمارهٔ ثبت ۳۷۸۹ به‌عنوان یکی از آثار ملی ایران به ثبت رسیده‌است.